# Хорват, Саша
Са́ша Хо́рват (нем. Sascha Horvath; род. 22 августа 1996 года, Вена, Австрия) — австрийский футболист, полузащитник клуба ЛАСК.

## Клубная карьера
Хорват начал свою футбольную карьеру в детской команде «Швехат». В 2005 году он перешёл в юношескую команду венской «Аустрии».
2 марта 2012 года Саша дебютировал за вторую команду венского клуба, выступающую в Региональной лиге. 3 ноября 2013 года полузащитник дебютировал за основную команду «Аустрии», выйдя на замену в концовке встречи с «Винер-Нойштадтом». До конца сезона 2013/14 Хорват принял участие в 12 играх.
Саша был капитаном своей команды в играх Юношеской лиги УЕФА 2013/14. Во встрече с юношеской командой петербургского «Зенита» он отметился забитым мячом и результативной передачей.
3 июня 2015 года Хорват перешёл в «Штурм». 25 июля полузащитник дебютировал в новом клубе, а 19 сентября отметился первым забитым мячом в матче со своей бывшей командой, «Аустрией».

## Карьера в сборной
Хорват в составе юношеской сборной Австрии (до 17 лет) принимал участие в Чемпионате Европы 2013 в Словении. На турнире полузащитник являлся ключевой фигурой команды отыграл все 3 матча без замен. По итогам чемпионата юношеская сборная Австрии получила право сыграть на Чемпионате мира в ОАЭ. Саша принял участие в 3 матчах группового этапа, забив один мяч в ворота сверстников из Канады.
Летом 2019 года Саша был приглашён в сборную для участия в чемпионате Европы среди молодёжных команд, который состоялся в Италии. В первом матче в группе против Сербии он отличился голом на 78-й минуте и его команда победила 2:0.